# Uladsislau Jaromenka
Uladsislau Witalewitsch Jaromenka (belarussisch Уладзіслаў Віталевіч Яроменка, russisch Владислав Витальевич Ерёменко/Wladislaw Witaljewitsch Jerjomenko; * 23. April 1999 in Wizebsk) ist ein belarussischer Eishockeyspieler, der seit 2022 beim HK Metallurg Magnitogorsk in der Kontinentalen Hockey-Liga unter Vertrag steht und mit dem Klub 2024 den Gagarin-Pokal gewann.

## Karriere
Nachdem Uladsislau Jaromenka seine Karriere in der Nachwuchsabteilung des HK Wizebsk aus seiner Geburtsstadt begonnen hatte, wechselte er 2015 als 16-Jähriger zum RZOP Raubitschy, wo er in der zweitklassigen Wysschaja Liga spielte. Nach einer Spielzeit dort wurde er beim KHL Junior Draft 2016 vom HK Dinamo Minsk in der fünften Runde als insgesamt 131. Spieler gezogen. Er entschied sich jedoch zu einem Wechsel nach Kanada und spielte die folgenden drei Jahre für die Calgary Hitmen, die ihn beim CHL Import Draft desselben Jahres in der ersten Runde an der 46. Position gedraftet hatten, in der Western Hockey League. Während dieser Zeit wurde er von den Nashville Predators im NHL Entry Draft 2018 in der fünften Runde an Position 151 ausgewählt. Er verließ jedoch 2019 Nordamerika und schloss sich seinem KHL-Draftverein an. Für Dinamo Minsk absolvierte er in den drei folgenden Jahren 137 Hauptrunden- und vier Playoffspiele. Daneben absolvierte er 2020 und 2022 die Playoffs der belarussischen Extraliga und wurde so mit dem HK Junost Minsk 2020 Belarussischer Meister. In den Jahren 2020 und 2021 wurde er mit Dinamo Minsk Belarussischer Pokalsieger. Im Mai 2022 wechselte er zum KHL-Konkurrenten HK Metallurg Magnitogorsk. Mit dem Klub aus dem Südural gewann er 2024 den Gagarin-Pokal.

### International
Uladsislau Jaromenka gab sein Debüt für die belarussische Nachwuchsnationalmannschaft bei der U18-Weltmeisterschaft der Division I 2016. Nach dem dort erreichten Aufstieg, spielte er 2017 in der Top-Division. Mit der belarussischen U20-Auswahl spielte er erstmals bei der U20-Weltmeisterschaft der Division I 2017, wo ihnen ungeschlagen der Aufstieg in Top-Division gelang. Bei der U20-Weltmeisterschaft 2018 mussten sie wieder den Abstieg hinnehmen, nachdem sie die Abstiegsspiele gegen Dänemark verloren hatten. So spielte er bei den U20-Titelkämpfen 2019 erneut in der Division I.
Bei der Eishockey-Weltmeisterschaft 2021 gehörte Jaromenka erstmals zum Kader der Senioren. Zudem spielte er bei der Olympiaqualifikation für die Winterspiele in Peking 2022.

## Erfolge und Auszeichnungen
- 2020 Belarussischer Meister mit dem HK Junost Minsk
- 2020 Belarussischer Pokalsieger mit dem HK Dinamo Minsk
- 2021 Belarussischer Pokalsieger mit dem HK Dinamo Minsk
- 2024 Gewinn des Gagarin-Pokals mit dem HK Metallurg Magnitogorsk

### International
- 2016 Aufstieg in die Top Division bei der U18-Weltmeisterschaft der Division I, Gruppe A
- 2017 Aufstieg in die Top Division bei der U20-Weltmeisterschaft der Division I, Gruppe A

## Karrierestatistik
Stand: Ende der Saison 2022/23

### International
Vertrat Belarus bei:
| - U18-Weltmeisterschaft der Division I, Gruppe A 2016 - U20-Weltmeisterschaft der Division I, Gruppe A 2017 - U18-Weltmeisterschaft 2017 - U20-Weltmeisterschaft 2018 | - U20-Weltmeisterschaft der Division I, Gruppe A 2019 - Weltmeisterschaft 2021 - Qualifikationsturnier für die Olympische Winterspiele 2022 |

(Legende zur Spielerstatistik: Sp oder GP = absolvierte Spiele; T oder G = erzielte Tore; V oder A = erzielte Assists; Pkt oder Pts = erzielte Scorerpunkte; SM oder PIM = erhaltene Strafminuten; +/− = Plus/Minus-Bilanz; PP = erzielte Überzahltore; SH = erzielte Unterzahltore; GW = erzielte Siegtore; 1 Play-downs/Relegation; Kursiv: Statistik nicht vollständig)